# دليل التربية والتنوير
دليل التربية والتنوير هو دليل تعريفي، يصدر عن الرابطة العربية للتربويين التنويريين، يقدم المعلومات والبيانات عن المبادرات الرسمية وغير الرسمية، والمشاريع الثقافية والتعليمية والإعلامية، التي تقدم خطاباً إصلاحياً وتجديدياً. حيث يتضمن التعريف بها، وبمشاريعها. وتتوزع هذه المؤسسات على معظم الدول في المنطقة العربية، بالإضافة إلى عدد من المؤسسات الناطقة باللغة العربية وتنشط خارج المنطقة.

## الأهداف
يأتي «دليل التربية والتنوير» في إطار توصيف وتقييم المشهد التربوي والتنويري القائم في المنطقة، وهو ما تراه الرابطة خطوة أولى أساسية في عملية تطوير المنظومة التربوية والتنويرية، وذلك من خلال تشخيص المشهد وتحديد مكامن الضعف والقصور، للعمل بعد ذلك على معالجتها وتغطيتها، إضافة إلى الإشارة للمساحات والتجارب المضيئة، للفت النظر إليها والإشادة بها، وللعمل على الاستفادة منها وتعزيزها.

## المعايير المعتمدة
تقوم الرابطة برصد وتتبع مجموعة من المؤسسات الفاعلة في مجال التربية والتنوير وفق المعايير التالية:
1. المأسسة؛ بحيث تكون أفضلية الاختيار للمؤسسات والمنظمات القائمة وذات البناء الهيكلي والمؤسسي الواضح، على المشاريع والمبادرات المؤقتة، وذات الطابع الفردي والعفوي.
2. العمل في مجال التنوير والتجديد الديني، بمجالاته الواسعة. من الدراسات القرآنية، إلى دراسات المرأة، إلى التربية، إلى الفقه السياسي، وغيرها من المجالات.
3. أن تمتلك الجهة مشاريعاً تربوية، وأن لا ينحصر خطابها في الجانب البحثي والنظري دون العمل على إيصال المشاريع النظرية والفكرية إلى فئات الشباب، وذلك عبر البرامج التدريبية وغيرها من الوسائل التربوية والتعليمية.
4. تبني ثقافة الحوار والإيمان بقيم الاختلاف والتعددية، والبعد عن الطرح الإقصائي.
5. تبني المؤسسة خطاباً قائماً على الإيمان بكرامة الإنسان، وحقوقه، وحرياته.
6. وجود إصدارات ومخرجات نظرية للمؤسسة، على شكل مواد بحثية، في دوريات، أو كتب، أو مواقع إلكترونية.
7. الإمكانات والتجهيزات، من وجود المقر على الأرض، إلى الإمكانات الإعلامية، والتقنية.
8. أن لا تكون خاضعة لجهة سياسية ما، أو ذو دور وظيفي فقط.